# Волоконовка
Волоконовка (на руски: Волоконовка) е село в Кантемировски район на Воронежка област на Русия. Разположено е на 8 km от Бондарево и на 60 km от Кантемировка.
Влиза в състава на селището от селски тип Бондаревское.

## География

### Улици
| - ул. Заречная, - ул. Луговая, - ул. Мира, - ул. Победы, - ул. Садовая, - ул. Солнечная, | - ул. Степная, - ул. Школьная, - ул. Юбилейная, - пер. Животноводов, - пер. Речной. |

## История
Селото възниква в началото на 18 век на пощенския път Валуйки – Богучар. Името на селото идва от руската дума волок, което по речника на В. Дал означава „етап, място между пощенските станции, където се извършва смяна на конете“. Първоначално селото се нарича Волоконовское, после – Андрюшевка, и накрая – Волоконовка.
През 1852 г. в селото започва бунт, поради силната експлоатация на помешчика. Бунтът е потушен от военна част.
През 1871 г. селянинът Кишкинов построява кирпична работилница. През годините на Първата руска революция селяните нееднократно се резбунтуват против помешчиците. По това време в селото има 178 къщи и 1238 жители. През 1906 г. в земството е открито народно училище, в което се обучават 46 момчета и 5 момичета.
През пролетта на 1918 г. във Волоконовка е установена съветска власт. През май същата година жителите на селото оказват въоръжена съпротива на кайзеровите войски, завзели селото.
През 1926 г. във Волоконовка има 259 къщи и 1606 жители, училище с двама учители. Колхозът е създаден през 1930 г. През 1934 г. в селото живеят 1834 жители.
По време на Втората световна война селото е окупирано. Освободено е през декември 1942 г. Има братска могила, в която са погребани останките на 15 войници от съветската армия, загинали при одвобождението на селото. През 1965 г. на могилата е поставен обелиск с мемориална плоча с имената на 178 жители на Волоконовка, загинали по време на войната.
През 1995 г. в селото има 253 къщи и 716 жители. Селото е телефонизирано, има 100 телефонни апарата.
През 2010 г. в селото живеят 638 души.